# Emil Zehner Motorradbau

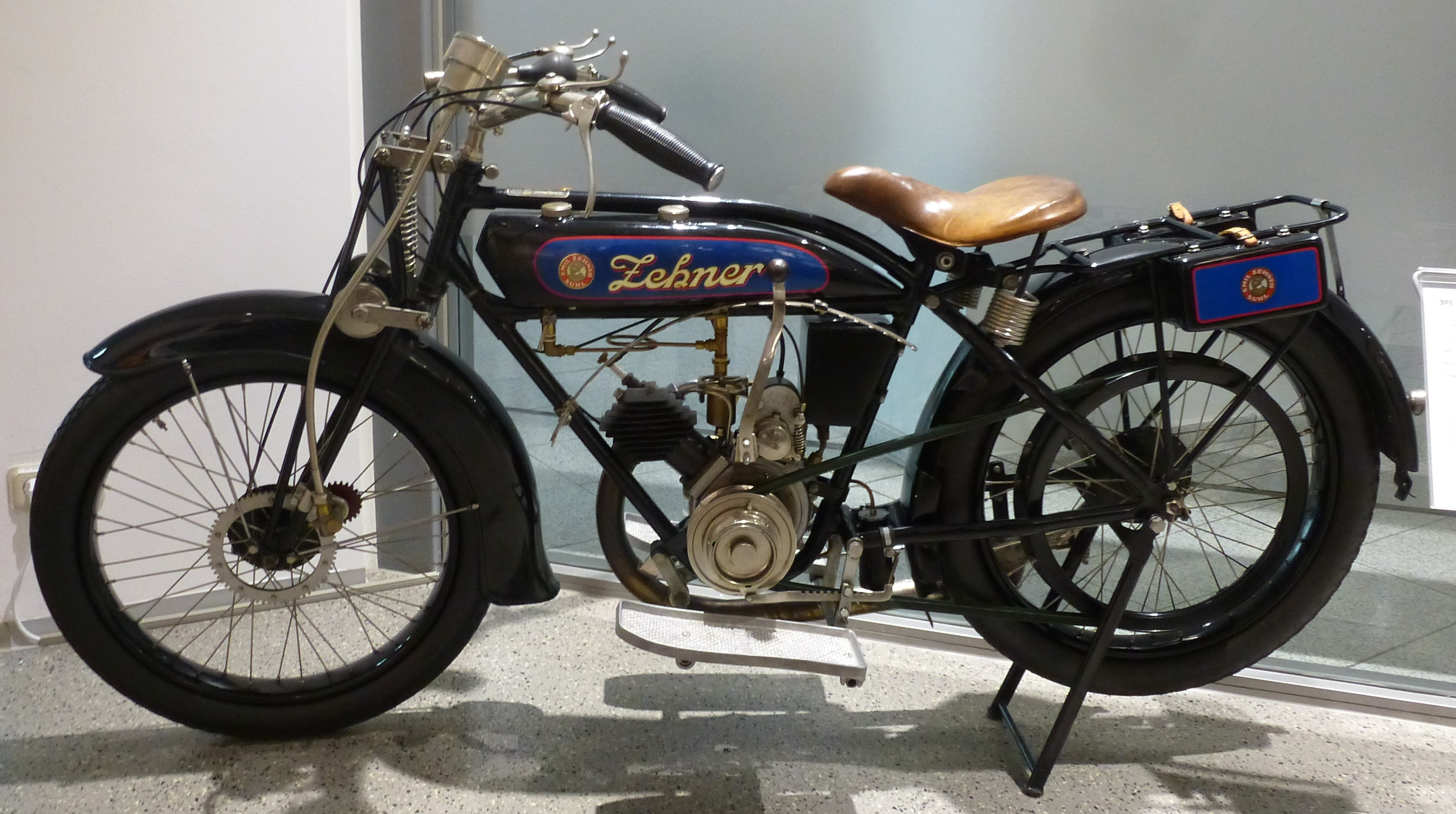
Zehner von 1926

Emil Zehner Motorradbau war ein Hersteller von Motorrädern in Deutschland.

## Unternehmensgeschichte
Das Unternehmen hatte seinen Sitz in Suhl. 1924 begann die Produktion von Motorrädern. Der Markenname lautete Zehner. Konstrukteur war Otto Dehne. 1926 endete die Produktion.

## Motorräder
Die Motorräder hatten Einzylindermotoren mit SV-Ventilsteuerung. Der Hubraum betrug 197 cm³.
Ein erhaltenes Fahrzeug von 1926 ist im Fahrzeugmuseum Suhl ausgestellt. Es hat einen Viertaktmotor mit 1,5 PS Leistung.